# フィスココイン
フィスココイン（以下FSCC）とは、株式会社フィスコ（以下フィスコ）が発行している数少ないトークン（暗号通貨）。

## 概要
フィスココイン（FSCC）は、2016年6月に実験的にフィスコの株主に対して配布されたことからスタートしている。「Zaif Exchange」と「フィスコ仮想通貨取引所」の2仮想通貨取引所にてフィスココインを上場させた経緯がり、金融庁によってFSCCが「仮想通貨交換業者が取り扱う暗号資産」として登録されたのは2017年4月。2020年4月にはZaif Exchangeにて、「トークン」から「主要通貨」への移行が行われた。
2020年5月まではCounterPartyのブロックチェーン上の分散型プラットフォームを利用して発行・管理していたが、Ethereum（イーサリアム）のブロックチェーンへと移管し、トークンの規格は「ERC20」仕様となった。
発行上限は5,000万FSCCとなる。2020年6月30日時点で、フィスコやフィスコの関連会社である株式会社サンダーキャピタルが保有するFSCCは約3,000万枚である。

### 「ERC20」の意義
「ERC20」に準拠するとはEthereumのチェーン上で動き、Ethereumの機能を使うということになる。Ethereumは『スマートコントラクト』という機能を持っており、『スマートコントラクト』は契約内容などを記録するだけでなく、条件が整えば自動でその契約内容を実行してくれる仕組みがある。
また、開発インフラが充実しているEthereum環境に移すことで、ウォレットの利便性や安全性などを確保することが可能になる。現在、FSCCを基軸通貨とするスマートコントラクトを使用したDApps（非中央集権・分散管理型のアプリケーション）の開発が進められている。
ちなみに、暗号資産の時価総額100位以内のトークンのうち42のトークンはEthereum上で発行され、それらの時価総額の合計は2019年12月時点で9,500億円に相当となっている。

### 経済圏の拡大
フィスコでは2020年4月、FSCCをクラブフィスコでの決済通貨として採用した。同年5月には、株式会社クシムの子会社イーフロンティアが運営するイーフロンティアストアもFSCCを決済通貨として採用した。法定通貨よりも2割ほどディスカウントされた価格で商材を購入することが可能となっている。
その他、株式会社ネクスグループ、株式会社カイカ、株式会社e旅ネットなどがサービス、製商品の購入にFSCCを使用できるようなっており、新しい経済圏の確立が志向されている。

### DAppsおよびDeFi分野での活用
2020年7月、FSCCのさらなる利用範囲の拡大と、DApps（Decentralized applications：非中央集権・分散管理型のアプリケーション）、DeFi（Decentralized Finance：分散金融/分散型金融）のノウハウ獲得を目的として、スマートコントラクトを利用した株主総会の議決権行使アプリケーション、株主優待アプリケーション、FSCCの「ステーキングアプリケーション（FSCC保有者が暗号資産を貸付し、金利を得るという仕組み）」の開発に着手した。

ステーキングアプリケーションは、FSCC保有者がFDAPにFSCCを貸付し、金利を得るという仕組みである。FSCC保有者にとっては、FDAPに貸付することで、FSCCの取引によるキャピタルゲイン以外の収益化が可能になる。ちなみに、ステーキングアプリケーションは、今回開発される「バーチャル株主総会の議決権行使アプリケーション」、「株主優待アプリケーション」など事業性アプリのみならず、多様な事業性アプリの開発においても共通であることから、FSCCを活用するアプリケーション開発のプラットフォームとして位置付けることができる。
Dappsはその名の通り、非中央集権・分散管理型のアプリケーションである。ただ、管理者不在の非中央集権的なアプリケーションとした場合、下記の「問い」への見解が不明瞭と考えらえるとされている。
- 切り出した事業の主体は何か、誰か？（法人、個人、組合、社団でもない）
- 事業からの収益と、調達に対する対価の支払いにより、DAppsに収益または損失が発生した場合に、
- これは誰に帰属するのか、誰が納税するか
- 損益はパススルーして、投資家に分配されるのか
- DAppsの意思決定に採用されるトークンは、ガバナンストークンの性格を有するのか
- 支配権的な者と見なされると、トークンの所有者に連結や課税の問題
- 法的にも、事業主体が存在せず、安定的な運営が可能かどうか？
- 取引のリスク負担と説明責任は誰が負うのか？

日本にてDAppsの組成を試みようにも、上記に代表される「問い」を抱えることになる。税務、会計、金商法等の法令遵守の観点から、文字通りのDAppsを組成するには解決すべき課題が多々あり、直ちに実行が困難である。しかし、事業主体をフィスコの子会社（FDAP）にすることで、非中央集権性こそ弱まるものの、課題の解決が可能であるため、FDAPがDAppsのアプリケーションを所有することにしたようだ。
フィスコが開発する仕組みは、DAppsの持つ透明性と管理者を排除した非中央集権化を達成しつつ、DAppsを所有することのみを目的とする法人（特別目的会社、SPC）の設立が最終目標とされている。具体的にはフィスコが持つFDAP株式を慈善信託等に売却することで、完全な非中央集権化が実現されると同時に、FSCCホルダーが各アプリケーションの意思決定を行うことになる（FSCCのガバナンストークン化）。なお、株式の売却価格や方法、その時点での関連する全ての法令の遵守などが確認されていることが条件となる。